# Banda militar otomana

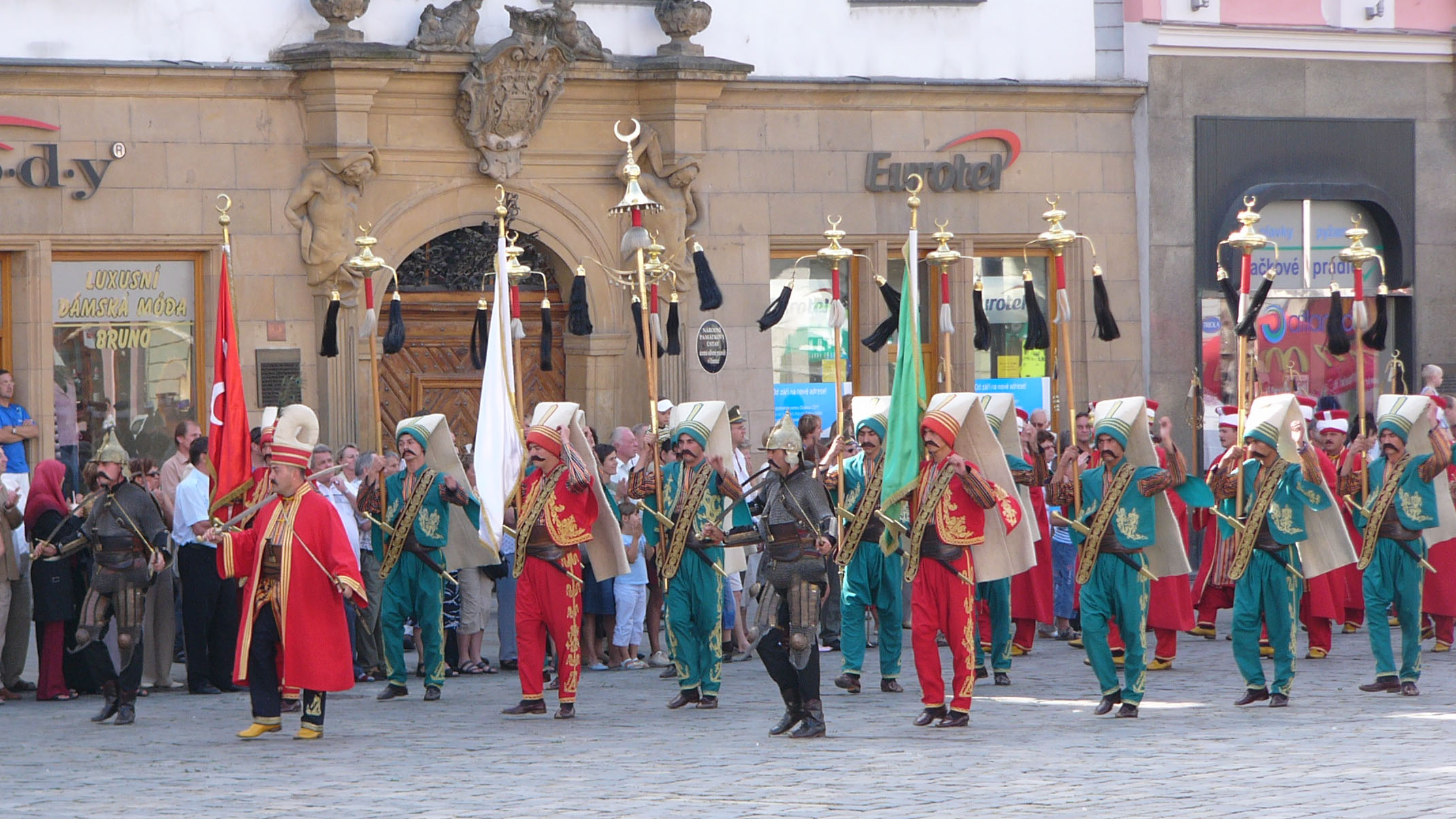
Banda militar otomana

La banda militar otomana és una de les primeres representacions de la música de banda militar. Originalment eren la música dels cossos de soldats d'elit coneguts com a geníssers, fins al 1826. Aquesta música també se l'anomena música turca o alla turca.